# Reinhart Maurach
Reinhart Maurach (* 25. März 1902 in Simferopol, Russisches Kaiserreich; † 11. Juni 1976 in Gardone Riviera, Italien) war ein deutscher Jurist.

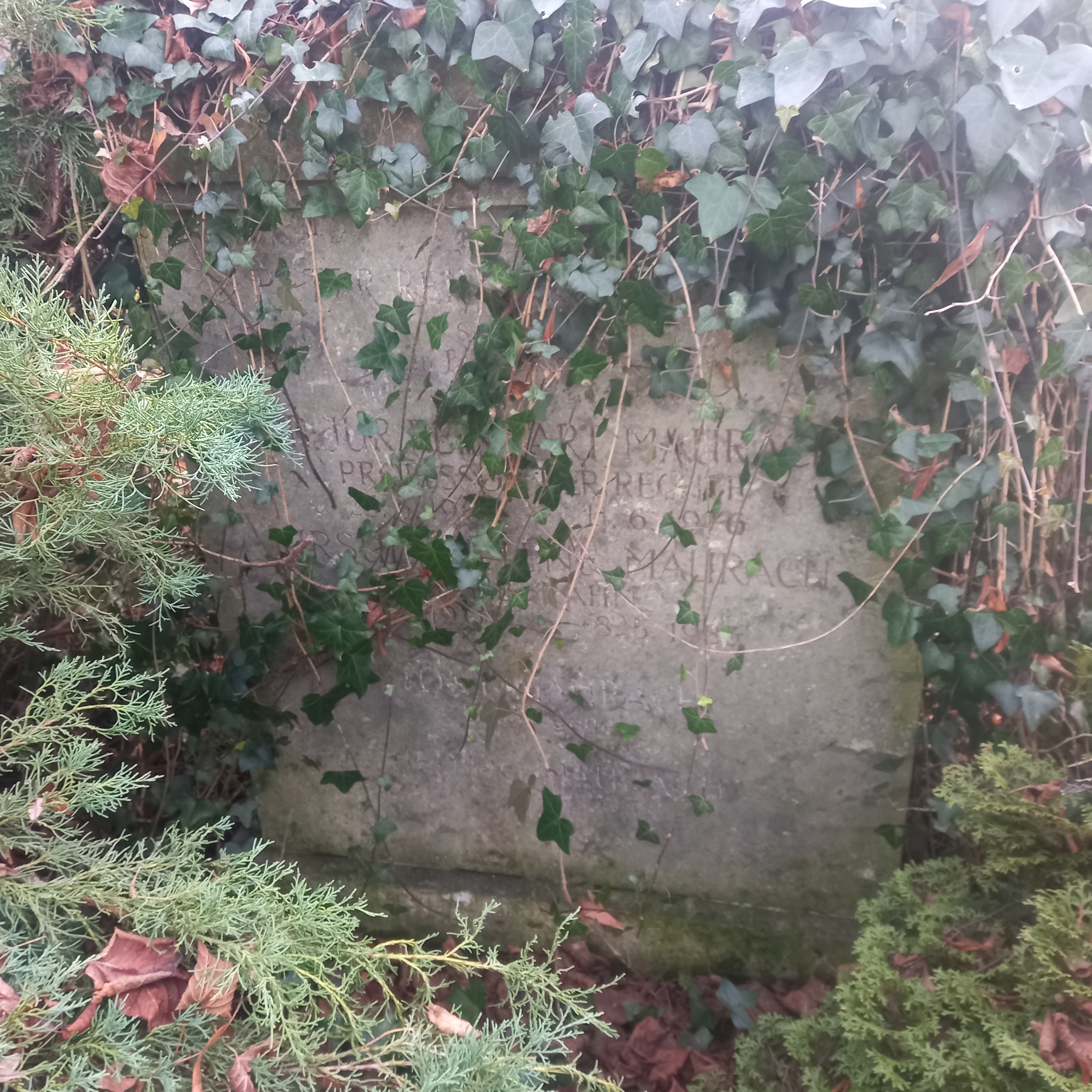
Das Grab von Reinhart Maurach und seiner Ehefrau Ursula geborene Rahn im Familiengrab auf dem Nordfriedhof (München)

## Leben
Bereits während des Studiums der Rechts- und Staatswissenschaften kam Maurach mit dem Osteuropa-Institut in Breslau in Berührung. Während seines Studiums wurde er Mitglied der Akademisch-Musikalischen Verbindung Würzburg. 1926 wurde er dort Abteilungsleiter und blieb dem Institut trotz anderer Tätigkeiten bis 1940 verbunden. 1930 wurde er Richter. 1937 wurde ein umfangreiches Verfahren mit dem Vorwurf pro-bolschewistischer Betätigung gegen ihn angestrengt. Es kam zwar zu seiner Entlassung aus dem Osteuropa-Institut Breslau, nicht jedoch zu einer Verurteilung. 1939 gab Maurach sein Werk Russische Judenpolitik heraus, in dem er propagierte, die „Juden“ seien eine Gefahr für Russland. 1940 wurde er Dozent an der „Stoßtruppfakultät“ Breslau, was auf eine Rehabilitation hinauslief, da das Prädikat „Stoßtruppfakultät“ exklusiv den Rechts- und Staatswissenschaften in Kiel, Breslau und Königsberg vorbehalten war. In der Folgezeit veröffentlichte Maurach 21 antisemitische Artikel in unterschiedlichen Zeitschriften. Ferner publizierte er 1940 ein Buch mit dem Titel "Anfänge eines völkischen Schutzes", in dem er die NS-Rassengesetzgebung (Nürnberger Gesetze) mittels historischer Rechtsvergleichung rechtfertigte.
Nach einer Ernennung als Dozent an der Universität Breslau im Jahre 1940 wurde er 1941 zum außerordentlichen Professor an der Universität Königsberg berufen. Dort gründete er das „Institut für osteuropäisches Recht“, dessen Direktor er wurde. Das Ostrecht, vor allem das russische Recht, war neben dem Strafrecht vorrangiger Gegenstand seiner wissenschaftlichen Arbeit. Am Ende des Zweiten Weltkriegs geriet er schwer verwundet in sowjetische Kriegsgefangenschaft, wurde aber schon bald entlassen. Er war Teil der sogenannten „Professorengruppe“ der Organisation Gehlen, die dieser gegen Bezahlung Studien lieferte. Ab 1948 konnte Maurach seine Arbeit an der Ludwig-Maximilians-Universität München fortsetzen, wo er Ordinarius der Juristischen Fakultät wurde. 1951 wurde er in den Johann-Gottfried-Herder-Forschungsrat in Marburg berufen.
Maurach engagierte sich in zahlreichen ostwissenschaftlichen Vereinigungen und Institutionen. So war er 1957 maßgeblich an der Gründung des Instituts für Ostrecht in München beteiligt, fungierte als Vorstand des Vereins und zugleich als dessen Wissenschaftlicher Leiter. Daneben profilierte er sich als Strafrechtsexperte. Als Emeritus lehrte er bis kurz vor seinem Tod auch an der Hochschule für Politik (München). 1976 starb er auf einer Urlaubsreise an einem Schlaganfall.

## Veröffentlichungen
Maurach veröffentlichte regelmäßig in der „Zeitschrift für das Ostrecht“ sowie ab 1934 auch in dem Nachfolgeorgan „Zeitschrift für das osteuropäische Recht“. 1939 veröffentlichte er den Band „Russische Judenpolitik“. Nach 1945 war er als Herausgeber und Mitherausgeber mehrerer juristischer Fachzeitschriften tätig und schrieb Standardwerke zum Allgemeinen und Besonderen Teil des Strafgesetzbuches.

## Veröffentlichungen (Auswahl)
- Russische Judenpolitik, München 1939.
- Anfänge eines völkischen Schutzes, 1940.
- Die russische Judengesetzgebung und ihre Ausstrahlung auf das Judenproblem Ost- und Mitteleuropas. In: Der Weltkampf, 1941, S. 145–159.
- zus.mit Peter-Heinz Seraphim und Gerhart Wolfrum: Ostwärts der Oder und Neiße, Tatsachen aus Geschichte – Wirtschaft – Recht, Hannover: Wiss. Verlagsanstalt von Schroedel-Siemau 1949.
- Abegg, Julius Friedrich Heinrich. In: Neue Deutsche Biographie (NDB). Band 1, Duncker & Humblot, Berlin 1953, ISBN 3-428-00182-6, S. 6 f. (Digitalisat).
- Handbuch der Sowjetverfassung, 1955
- 50 Jahre Sowjetrecht (mit Boris Meissner), Stuttgart 1969
- Deutsches Strafrecht (Band 1: Allgemeiner Teil, Band 2: Besonderer Teil), Stuttgart 1958